# Szijj Ildikó
Szijj Ildikó (Budapest, 1962. március 24. – ) spanyol, francia, portugál műfordító, filológus, szerkesztő; habilitált egyetemi docens.

## Életpályája
1987-ben hispanisztikai és portugál filológia, majd 1988-ban francia filológia szakon végzett az Eötvös Loránd Tudományegyetemen. 1987–1992 között az Eötvös Loránd Tudományegyetem Portugál Nyelv és Irodalom Tanszék tanársegéde volt. 2000-ben PhD. fokozatot szerzett. 2000-ben romanisztika szakon doktorált. 2000 óta az Eötvös Loránd Tudományegyetem oktatója. 2006–2011 között egyetemi docens volt. 2017 óta a Katalán Tanulmányok Intézetének Filológiai Szekciójának levelező tagja.

### Munkássága
Kutatási területe az újlatin morfológia. Faluba Kálmán tanítványaként a magyar irodaom katalán nyelvi és katalán irodalom magyarországi népszerűsítésének szentelte magát. Az ibero-román filológia specializációjáért felelős, a külföldi Ramon Llull Intézet nyelvvizsgáinak vizsgáztatója, a Xarxa Llull oktatói karának vezetője és a Galíciai Tanulmányok Központjának koordinátora.

## Művei
- A galego ige története: Természetes morfológiai megközelítés (2002)
- Útiszótár Magyar-Portugál, Portugál-Magyar (2004)
- Spanyol-magyar kisszótár (2004)
- Spanyol-magyar szótár (2008-2009)
- Magyar-spanyol szótár (2008)
- Philologiae amor: tanulmányok, esszék és egyéb írások Pál Ferenc tiszteletére (2009)
- Per multos annos: Faluba Kálmán tanár úr 70. születésnapjára (2011)
- Horizontkoktél két hangra: Kétnyelvű verseskötet. Manuel Antonio és Federico García Lorca galego verseiből (2019)

## Díjai
- Az Akadémiai Kiadó nívódíja (2004)[3]

## Fordítás
- Ez a szócikk részben vagy egészben  az   Ildikó Szijj című katalán Wikipédia-szócikk ezen változatának fordításán alapul.  Az eredeti cikk szerkesztőit annak laptörténete sorolja fel. Ez a jelzés csupán a megfogalmazás eredetét és a szerzői jogokat jelzi, nem szolgál a cikkben szereplő információk forrásmegjelöléseként.